# Qixing Yan
Qixing Yan (chinesisch 齐性岩 ‚Felsen der Homogenität‘) sind eine Gruppe von Klippen und Brandungspfeilern im Archipel der Südlichen Shetlandinseln. Sie liegen vor dem südöstlichen Ausläufer von Ardley Island in der Maxwell Bay.
Chinesische Wissenschaftler benannten sie 1986.